# شركة فورست لاون للمشارح والمتنزهات التذكارية
فورست لاون للمشارح والمتنزهات التذكارية شركة أمريكية التي تمتلك وتدير سلسلة من المقابر والمشارح في لوس أنجلوس، أورانج، ريفيرسايد، وبعض محافظاتكاليفورنيا الجنوبية. أنشأت الشركة من طرف مجموعة رجال أعمال من سان فرانسيسكو سنة 1906. سنة 1917 تولى هوبير إل. إيتون زمام الإدارة في الشركة، ويعزى له بأنه المؤسس للشركة نظرا لابتكاره خطة لجعل المشروع متنزها تذكاريا. كان أول موقع للشركة في تروبيكو، والتي ضمت لاحقا غلينديل، كاليفورنيا.

## المتنزهات التذكارية
- مقبرة فورست لاون بكاثيدرال سيتي، كاليفورنيا.
- فورست لاون - كوفينا هيلز في كوفينا،كاليفورنيا.
- فورست لاون - سايبريس، كاليفورنيا.
- متنزه فورست لاون التذكاري في غلينديل، كاليفورنيا
- متنزه فورست لاون التذكاري في هوليوود هيلز، لوس أنجلوس، كاليفورنيا.
- متنزه فورست لاون التذكاري في لونغ بيتش، كاليفورنيا.

## روابط خارجية
- الموقع الرسمي
- موقع مكرس من طرف تشارلز الايس ديزني عرفانا لمؤسس فورست لاون.